# 田家庄乡
田家庄乡，是中华人民共和国河北省石家庄市辛集市下辖的一个乡镇级行政单位。

## 行政区划
田家庄乡下辖以下地区：
郭永庄村、南付庄村、八里庄村、周家庄村、北付庄村、田家庄村、尚家庄村、王庄营村、试炮营村、张董牛村、子曰庄村、耿家庄村、草帽庄村、豆腐庄村、史家庄村、袁家庄村、北贤丘村、南贤丘村、南王庄村、旧寨村、伴当营村、网子庄村、木丘村、西王庄村、狮子庄村、东张口村、倾井村、东刘家庄村、西刘家庄村和彭六佐村。